# Buccinum polaris
Buccinum polaris är en snäckart som beskrevs av John Edward Gray 1839. Buccinum polaris ingår i släktet Buccinum och familjen valthornssnäckor. Inga underarter finns listade i Catalogue of Life.